# Cussonia zuluensis
Cussonia zuluensis är en araliaväxtart som beskrevs av Strey. Cussonia zuluensis ingår i släktet Cussonia och familjen Araliaceae. Inga underarter finns listade.